# 瘋狂亞洲富豪
是2018年美国浪漫喜剧电影，改编自关凯文2013年同名小说，由朱浩伟导演，林黛兒和彼得·基雷利编剧，吳恬敏、亨利·高汀、陳靜、卢燕、奧卡菲娜、郑肯和杨紫琼联袂出演。影片讲述吴恬敏饰演的美籍华裔教授前去见男友的家人，意外发现他家人是新加坡有钱人的故事。
原著版权被购买后，影片于2013年8月公布。剧组大多数演员于2017年春季陆续签约，摄制工作于同年4月至6月在马来西亚、纽约及新加坡等地展开。影片是自1993年的《喜福会》以来，首部演出阵容中亚洲人后裔占多的好莱坞大厂影片。尽管影片在这一点上面获得表扬，但部分角色由混血儿而非纯正华人扮演的选角安排受到质疑。其他批评意见则认为影片演员没有新加坡非华裔，即主要的马来人和印度人的身影。
影片2018年8月7日在洛杉矶TCL中国戏院首映，8月15日由华纳兄弟影业在美国发行。影片在票房及口碑方面均大获成功，票房收入达2.38亿美元，收回3000万美元的制片成本，是2010年代票房最高的浪漫喜剧片。其中演员表现、剧本和场景设计受到表扬。影片获得了多项大奖，包括第76届金球奖最佳音乐及喜剧电影及吴恬敏的最佳音樂及喜劇類電影女主角，另外获第24屆評論家選擇電影獎多项提名，赢得其中的最佳喜剧电影，还获得第25届美国演员工会奖最佳电影演员阵容提名。改编自原著小说续作的两部续集《中国富女友》和《遗产争夺战》目前正在开发中。

## 劇情
1995年，艾蓮娜·楊帶著她的兒子、嫂嫂和侄女準備到在倫敦預訂的酒店入住，但前台人員傲慢地告訴他們預訂的房間被佔了。一家人被禮賓人員拒之門外，艾蓮娜一家人不得不到公用電話亭致電丈夫。她打完電話回到酒店，酒店老闆熱情歡迎她，還向酒店員工介紹她是酒店的新老闆。
回到現在，朱瑞秋是紐約大學的經濟學教授。她在博弈論課上和助教玩撲克，解釋心理和選擇的關係：“關鍵在於贏得勝利，而不是試著立於不敗之地”。
課後，瑞秋收到男友尼克·楊要求和她一同去新加坡參加好友科林婚禮的邀請函。同一時間，艾蓮娜·楊從人際網路中迅速流傳開來的八卦裡得知兒子與女友的消息。當尼克安排飛機頭等艙時，瑞秋十分吃驚，尼克表示他的家庭過得頗“舒適”。
抵達新加坡後，瑞秋和尼克與科林及其未婚妻亞拉敏塔在小販中心吃晚飯。翌日，瑞秋探望她大學時的閨蜜高裴琳以及其家人，當她提及自己與尼克·楊約會時，高氏一家感到震驚。裴琳向閨蜜透露，尼克的家族是上流社會階層，在新加坡非常富有和出名。瑞秋向裴琳商借衣服參加尼克家舉辦的晚宴，並且被男友介紹給家人認識。尼克的祖母淑宜對她的印象似乎不錯，但艾蓮娜則否。尼克的表姐雅絲·梁張在晚宴中意外發現丈夫張麥克外遇。
隔天，瑞秋來到亞拉敏塔家的度假村參加單身女派對，尼克則是去了老同學布拉德安排的集裝箱船上參加科林的單身漢派對。瑞秋在派對上遇見尼克的青梅竹馬阿曼達，言談間阿曼達透露自己曾和尼克約過會，並且暗示以瑞秋的身分背景可能無法融入上流家庭。瑞秋感到傷心，在雅絲的陪同下回房，卻發現有人惡意將一條死魚開膛剖肚後扔在床上，還在床頭塗鴉，批評她是“釣金龜婿的賤貨”。當晚瑞秋與雅絲一同遠離派對中心，安慰低落的彼此。另一方面，尼克和科林離開派對船回去休息時，尼克告訴科林他計劃向瑞秋求婚，而科林表達了自己的擔憂。尼克被期望留在新加坡接手家族事業，而瑞秋熱愛紐約的工作，還有他們身份差異之大，這些都是尼克需要面對的問題。
派對結束後，瑞秋向尼克發洩她的不滿情緒，而尼克為自己隱瞞家庭狀況向她道歉，還帶她回老家一起包餃子。瑞秋欣賞艾蓮娜獨一無二的訂婚戒指，艾蓮娜則把她和丈夫相知相識，最終結為夫妻的經歷娓娓道來。之後艾蓮娜私下告訴她，尼克祖母淑宜並不想自己進入家庭，尼克父親以這個綠色戒指向她求婚，是因為淑宜拒絕給他家傳戒指，艾蓮娜不是淑宜心中的第一選擇，甚至不是第二選擇。語畢艾蓮娜表示瑞秋永遠配不上尼克。瑞秋考慮離開新加坡，但裴琳鼓勵她拿出自信一面，讓艾蓮娜刮目相看。與此同時，雅絲告訴麥克，她知道他有了外遇，兩人決定分居。
在婚禮上，瑞秋憑藉著非凡的社交風度贏得在場人士的欽佩，甚至結識了為人高冷保守的伊丹公主。然而，在招待會上，艾蓮娜和淑宜把瑞秋拉到一邊，表示她們已經找來私家偵探調查瑞秋的底細，發現瑞秋的母親凱莉出軌懷孕，並且拋棄丈夫逃往美國。瑞秋十分震驚，因為此前母親跟她撒謊說父親已經去世了。艾蓮娜和淑宜擔心受到醜聞的影響，阻止尼克與瑞秋的戀情。瑞秋哭著離開，在裴琳家待了幾天，也不與尼克联系。令她意外的是，母親凱莉親自來到新加坡看她。凱莉向女兒解釋，過去丈夫經常家暴她，她求助於一位老同學，卻不小心愛上對方。後來意外有了身孕，擔心遭到丈夫報復，於是逃跑。凱莉還透露是尼克安排她過來的，希望瑞秋能和他重歸於好。尼克向瑞秋道歉並求婚，表示自己願意離開家人與她在一起。
瑞秋跟艾蓮娜約在麻將廳碰面，並表示她拒絕了尼克的求婚，不希望尼克和家人決裂。她告訴艾蓮娜，倘若未來尼克娶了一個艾蓮娜認可的人、擁有美滿家庭，要記得是那個她瞧不起的低階層女孩的犧牲換來的。瑞秋讓艾蓮娜知道自己是故意在牌桌上輸給她，之後和凱莉一起離去。不久，雅絲決定和兒子搬出麥克的公寓。瑞秋和凱莉搭乘經濟艙回美國，剛上飛機，便碰到帶著艾蓮娜的戒指要跟她求婚的尼克，這明示著兩人的關係得到艾蓮娜的祝福。瑞秋同意。他們在新加坡逗留一天，舉辦訂婚儀式，期間艾蓮娜略微向瑞秋表示出敬意。片尾彩蛋中，雅絲與前男友吳查理在派對中偶遇，她低低一笑。

## 演員
- 吳恬敏 饰 朱瑞秋（Rachel Chu），纽约大学经济学教授，尼克女友、凯瑞女儿[6]
- 亨利·高汀 饰 尼古拉斯·“尼克”·杨（Nicolas "Nick" Young），历史学教授，瑞秋男友、菲利普和埃莉诺的儿子[7][8]
- 陳靜 饰 梁张阿丝（Astrid Leong-Teo），尼克表姐，迈克尔妻子，社会名媛，时装界名人[9][a]
- 卢燕 饰 商淑宜（Shang Su Yi），尼克祖母，家庭的女家长[12]
- 奧卡菲娜 饰 高佩琳（Goh Peik Lin），瑞秋闺蜜、伟门女儿[13]
- 郑肯 饰 高伟门（Goh Wye Mun），佩琳父亲，很有钱[14]
- 杨紫琼 饰 艾蓮娜·杨（Eleanor Sung-Young），尼克母亲、菲利普妻子，为人很霸气[15]
- 水野索諾亞 饰 阿拉敏塔·李（Araminta Lee），柯林未婚妻，价值十亿美元的连锁度假村的继承人[16]
- 吴育刚 饰 邱柯林（Colin Khoo），尼克儿时玩伴，阿拉敏塔未婚夫[17]
- 歐陽萬成 饰 伯纳德·泰（Bernard Tai），尼克和柯林的老同学[17]
- 钱信伊 饰 钱埃迪（Eddie Cheng），尼克的表兄，梁阿丝的表弟，菲欧娜的丈夫，香港人[17]
- 瑞米·海依（英语：Remy Hii） 饰 阿利斯泰尔·钱（Alistair Cheng），埃迪弟弟、尼克和梁阿丝的表弟，电影工作者，台湾人[12]
- 尼克·桑托斯（英语：Nico Santos (actor)） 饰 奥利弗·蔡（Oliver T'sien），尼克的二表兄[17]
- 陆思敬 饰 阿曼达·“曼迪”·凌（Amanda "Mandy" Ling），唐人街律师，尼克前女友[18]
- 苏慧敏 饰 法兰雀斯卡·肖（Francesca Shaw），尼克前女友，为人势利。[19]
- 方展發 饰 迈克尔·张（Michael Teo），阿斯特丽德的丈夫[17]
- 谢宛谕 饰 凯蒂·彭，阿利斯泰尔女友，台湾肥皂剧演员[20]
- 维多利亚·洛克（英语：Victoria Loke） 饰 钱董菲欧娜（Fiona Tung-Cheng），埃迪妻子，香港人，尼克姻堂姐[21]
- 许优美（英语：Janice Koh） 饰 费莉西蒂·杨（Felicity Young），杨阿丝母亲、淑怡的长女[11][a]
- 郑花如（英语：Amy Cheng） 饰 杰奎琳·凌（Jacqueline Ling），曼迪继承人的母亲，杨爱莉的朋友[22]
- 许静雯（英语：Koh Chieng Mun） 饰 尼娜·高（Neena Goh），佩琳母亲[23]
- 黄子伦（Calvin Wong）饰 P·T·高（P.T. Goh），佩琳的兄弟[24]
- 陈琼华 饰 朱凯瑞（Kerry Chu），瑞秋母亲[24]
- 刘佳镁（英语：Constance Lau） 饰 席琳·林（Celine Lim），“亚洲电台一台”（Radio One Asia）成员，爱聊是非[25]
- 陳美稟（英语：Selena Tan） 饰 亚历山德拉·“阿力克斯”·杨-钱，淑仪小女儿[24]
- 丹尼尔·詹金斯（Daniel Jenkins）饰 雷金纳德·奥姆斯比（Reginald Ormsby），伦敦卡尔索普酒店（London Calthorpe Hotel）经理[26]
- 彼得·卡罗尔（英语：Peter Carroll (actor)） 饰 卡尔索普勋爵（Lord Calthorpe），卡尔索普酒店持有人[26]
- 姬丝·阿基诺 饰 英坦公主（Princess Intan），皇室公主[24]
- 图穆巴塔尔·恩赫通加拉格（Tumurbaatar Enkhtungalag）饰 肖纳丁（Nadine Shao），埃莉诺闺蜜[27]

原著作者关凯文在“亚洲电台一台”一幕中客串。歌手吉娜·格莱尼斯在柯林和阿拉敏塔的婚礼中担任婚礼歌手，岑勇康在演职员表中间的彩蛋中客串饰演阿斯特丽德的未婚夫查理·吴。

## 制作

### 前期制作
关凯文的喜剧小说《摘金奇缘》于2013年6月11日发行。制片人邓文迪看完格雷登·卡特给她的先行版后，率先联系关凯文。另一个最初有兴趣参与计划的制片人建议走洗白的道路，起用高加索演员扮演女主角朱瑞秋，催促凯文选择以1美元的价格出卖版权，换取在创意和开发决策上不断发挥的影响。2013年8月，制片人妮娜·雅各布森拿下小说的电影改编版权。雅各布森和她的伙伴布拉德·辛普森（Brad Simpson）打算以他们的制片公司Color Force的名义制作该片，开发工作则由布赖恩·温克莱斯（Bryan Unkeless）负责。他们最初计划跳出制片公司的体制改编这部作品，向美国以外的亚洲及其他地区募集开发和制作的资金。避免传统的募资结构能为全亚裔演出阵容的实现营造空间。雅各布森认为，在开发阶段乃至前期阶段筹资是电影业界前所未有的模式。
2014年，美国亚洲电影投资集团Ivanhoe Pictures与雅各布森合作，负责影片的募资及开发工作。集团主席约翰·彭诺蒂（John Penotti）表示：“在我们看来，落入我们膝盖的这本书，让我们觉得‘这就是我们运营这间公司的原因’。不像好莱坞预料地‘我的天，这能成功吗？我们不敢保证。这可是全亚裔的作品’。情况在我们看来恰恰相反，‘这就是这部作品会成功的原因’。”
导演人选确定前，编剧彼得·基雷利受雇创作剧本。2016年5月，导演朱浩伟与Color Force和Ivanhoe Pictures就执导事宜进行协商。他用视觉方式向高层们呈现了他个人身为第一代亚裔美国人的经历，随后获得聘任。实际上，朱浩伟在原著中被隐晦地提到，因为他的表姐妹薇薇安（Vivian）是关凯文的朋友。朱浩伟加入计划，便立马安排亚裔编剧林黛兒审订基雷利的剧本。基雷利负责埃莉诺、瑞秋、尼克三人故事进展的情节，生于马来西亚的林则增加特定文化细节，塑造埃莉诺的性格。
2016年10月，华纳兄弟影业买下项目的版权，《综艺》杂志称这场竞标大战场面“胶着”。有指Netflix非常想要这个项目的全球发行权，开出“艺术自由、给三部曲开绿灯、每位利益相关者最高七位数的高薪、款项预付”的价码。然而，关凯文和朱浩伟还是选择了华纳兄弟，认为他们对大规模剧院发行有文化影响。
吴恬敏早在2016年中便参加了瑞秋一角的试镜，但由于计划与她正在参与的电视剧《菜鸟新移民》存在档期冲突，不得不推掉这个角色。尽管如此，吴恬敏还是写信给朱浩伟，解释她对瑞秋这个角色的感触，成功说服对方将制作日程推迟四个月。制作预计2017年4月在新加坡和马来西亚展开。

### 选角
吴恬敏确认出演主角朱瑞秋后，新演员亨利·高汀被选为男主角尼克·杨的人选。2017年3月，杨紫琼加入剧组，扮演尼克的母亲埃莉诺·杨。确定下来的配角有陈静扮演的尼克表姐雅丝·梁张和水野索诺亚扮演的阿拉敏塔·李。吴恬敏、杨紫琼和陈静正式加入前，和钱信伊和欧阳万成一道，是导演朱浩伟的“心水人选”。2017年4月18日，菲律宾演员姬絲·阿奎諾客串加盟。5月12日，郑肯加入。尽管郑肯身为配角，只参与了不到一个星期的拍摄，他还是表示“这是我想参与其中的事情，感觉就好像要做非常有纪念意义的东西，比我个人还重要的事情。我太激动了，不能跟你用言语表达。”最终确认为高汀出演的尼克·杨一角起初给制作人们带来了挑战，据说导演朱浩伟不是很满意洛杉矶和中国发来的海选最终名单，他认为上面的演员都不能完美展现原著中尼克的英国口音，而这一点尼克是有的。在会计丽莎-金·关（Lisa-Kim Kuan）的建议下，朱浩伟开始积极说服在他看来符合尼克说话口音及形象的高汀出演。
八打灵再也制片公司饼干影业（Biscuit Films）为影片提供支持，他们安排选角导演杰里卡·濑（Jerrica Lai）推荐当地的演员，包括饰演社交名媛弗朗茜斯卡·肖的苏慧敏及吴裴琳哥哥的卡尔文·黄（Calvin Wong）。
影片的全亚裔演出阵容在发行前夕在美国获得表扬，但同时也被批没有凸显亚洲种族多样性，例如起用非华裔演员（高汀和水野）扮演中国人、未能恰如其分在影片中华人和东亚人在新加坡的优越地位、延续华人在新加坡媒体和流行文化领域的现有主导地位等。

### 摄制

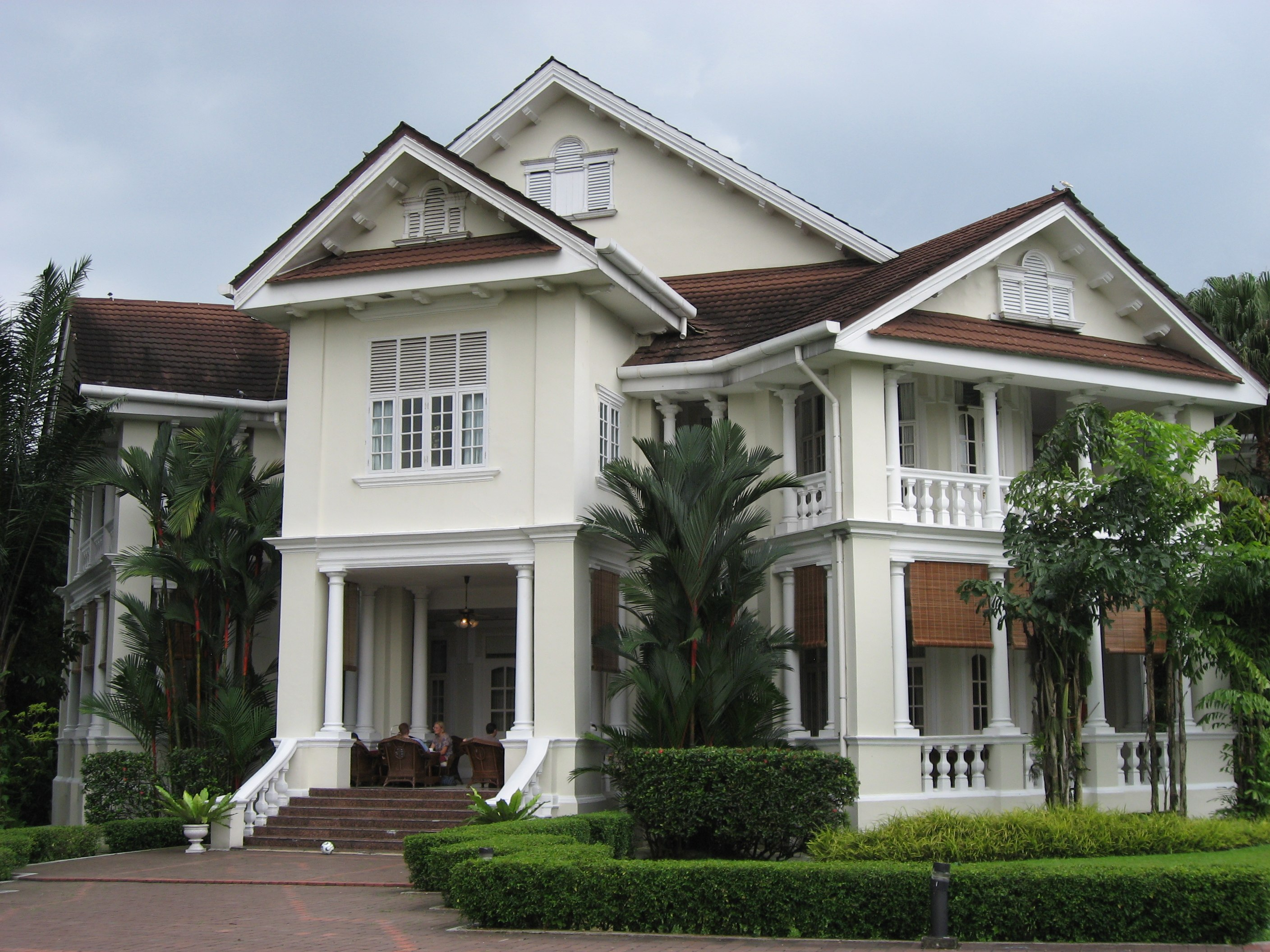
马来西亚湖滨公园酒店在片中属于泰尔索尔公园内豪宅。

2017年4月24日，主体摄影开始，6月23日结束。取景地包括马来西亚的吉隆坡、浮罗交怡和槟城，以及新加坡。摄影瓦尼亚·西恩祖尔采用松下VariCam品牌的PURE摄影机搭载变形镜头摄制。布景工作由尼尔森·科斯负责。
制片人蒂姆·科丁顿（Tim Coddington）联系饼干影业在马来西亚物色地点，外貌要类似于他在泰国的别墅。饼干说服他将取景地转移到文化上类似于原著发生地新加坡的马来西亚。杨家位于新加坡泰尔索尔公园的豪宅，实际上是由吉隆坡湖滨公园内的湖滨公园酒店的两座废弃豪宅拼接的。内景取材于其中一间房子，外景则是另外一间，两栋房子在20世纪初修建，原本作为英国驻马来亚高级专员的宅邸，后来改造为精品酒店，但在2015年歇业。湖滨公园酒店则由马来西亚政府持有，后来也废弃了。酒店2017年被发现时已年久失修，“贴满了猴子粪”。布景设计师计划将内景装饰成峇峇娘惹风格。在新加坡出生、与祖父母移居美国的关凯文则为场景贡献了老旧的全家福。布景师拿走地毯，将地板刷成瓷砖的模样，还委托当地艺术家绘制壁画。门厅里的毛绒老虎是用泰国来的毛绒制作的拟像，但海关关员认为这个玩偶是真的剥制动物，推迟装运。
开头伦敦和西村的城市场景实际上在吉隆坡和槟城拍摄。杨家买下的卡尔索普酒店（Calthorpe Hotel）为槟城的依恩奥酒店；纽约大学的演讲厅在布城；尼克前去瑞秋去旅游的餐厅在吉隆坡铂金公园纳萨塔（Naza Towers）的BLVD House拍摄。出租车在约翰·肯尼迪国际机场停车的场景是吉隆坡国际机场。制片人布拉德·辛普森（Brad Simpson）表示，片方曾邀请新加坡航空在片中做植入广告，但他们“不确定影片能不能很好地展现航班和他们的客户”，因而婉拒了，因此他们需要为影片设立虚构的东盟太平洋航空公司（Pacific Asean Airlines）。尼克邀请瑞秋和他陪伴参加阿拉敏塔和柯林的婚礼后，有关他神秘女友的谣言很快便传给了正在上圣经研讨会的埃莉诺的一幕，是在吉隆坡私人住宅社区贝兰达之家（Be-landa House）拍摄的。东盟太平洋班机上的奢华头等舱，在雪蘭莪沙登的马来西亚国际会展中心（Malaysia International Exhibition & Convention Centre）搭建。瑞秋和尼克抵达樟宜机场，便被柯林和阿拉敏塔赶去纽顿熟食中心的场景为实地拍摄。安顿下来后，瑞秋和尼克住在豪华酒店（场景在莱佛士酒店拍摄），而不是杨家在泰尔赛尔的庄园。阿斯特丽德一角出现时，是在带瑞秋陪她到独家设计师处买首饰，这一幕中的门店在吉隆坡圣瑞吉酒店翻新过的阿斯特酒吧（Astor Bar）拍摄。吴家府邸实际上在新加坡克鲁尼公园（Cluny Park）对面，场景设计师负责镀金和柱子。
柯林和尼克离开派对驳船（在MIECC的停车场搭景，外景为租来的驳船），去拉哇岛放松（场景在兰卡威岛拍摄），参加岛上的四季酒店单身汉派对。埃莉诺在饺子晚宴中威吓瑞秋后，瑞秋去寻求裴琳安慰的场景是在武吉巴梳路的座头鲸（Humpback）餐厅。阿拉敏塔和柯林的婚礼在赞美广场拍摄，那里曾是新加坡的一间修道院，始建于19世纪。婚礼过后，新人在滨海湾花园的超级树丛（Supertree Grove）举行招待会。瑞秋和尼克在鱼尾狮公园约会（这一幕也在海滨公园取景）后，便回纽约。埃莉诺大步穿过新加坡唐人街附近安祥山的牌坊，去和瑞秋进行一场麻将牌对决，而打牌的场景是在槟城的張弼士故居拍摄，影片中此处被改装成麻将馆。朱浩伟希望麻将戏能得到“精心编排”，特地寻求了麻将大师的意见。尼克用埃莉诺的戒指第二次向瑞秋求婚，这一幕在吉隆坡国际机场的一架廣體飛機内拍摄。场景的剧本和分镜做好后，导演朱浩伟计划用简单的过肩镜头以静态形式并排拍摄对话场景，但他后来认为这样做传达出来的效果不是很对劲，便改用边走边说的镜头。片尾的镜头在滨海湾金沙酒店取景。

### 服饰
服装设计由玛丽·沃格特负责，安德鲁·黄（Andrea Wong）担任顾问和高级服装买手。他们使用拉夫·劳伦马球、艾莉·萨博、杜嘉班纳、华伦天奴和克里斯汀·迪奧等服装设计师品牌的礼服，其中许多品牌希望他们的衣服能在片中展示。导演朱浩伟参考了《绿野仙踪》、《仙履奇缘》和《花樣年華》等电影的风格。有30名化妆师在片场协助演员，演员们在拍摄时穿着正式服装，尽管周围环境闷热潮湿。
去马来西亚和新加坡之前，沃格特寻求关凯文的建议，关凯文给他展示珍藏的家庭照片，说明新加坡社会的豪门“非常奢华，非常优雅”，相比之下“新贵”吴家“只管肆意挥霍，大肆炫耀”。安德鲁·黄向沃格特介绍吉隆坡的设计师，这些人不仅参与服装设计，还深入探讨了当地上流社会的时装。在写小说前当过设计顾问的关凯文利用他在时装界的人脉，为电影提供服装。
在早期的一场戏份中，阿斯特丽德将一只手表交给丈夫。这只手表是勞力士迪通拿，是关凯文为了拍戏找人借的。杨紫琼认识一些富裕的新加坡人及香港的太太，她发动帮助确定影片的戏份，借出珍藏的珠宝，包括独一无二的祖母绿订婚戒指。关凯文和导演朱浩伟坚持杨家穿戴的所有服装和首饰都要货真价实，其中阿嫲商淑宜出席婚礼时佩戴的兰花胸针及埃莉诺佩戴的皮带扣（也可以用来当胸针，但当皮带扣更适合杨紫琼的着装）由王幼伦（Michelle Ong）设计，从Carnet借来。其他珠宝，包括阿斯特丽德的珍珠耳环，由Mouawad借出，为此剧组特别聘请保安保护拍戏时使用的珠宝扮演婚礼招待会嘉宾的临时演员由历史协会峇峇娘惹协会（Peranakan Association）选拔，他们需要穿着自带的老式正装，为晚会增添地方风味。

### 音乐
制作阶段中，朱浩伟和音乐总监加布·希尔弗（Gabe Hilfer）整理了上百首金钱题材的歌曲，包括肯伊·威斯特的《Gold Digger》、霍爾與奧茲的《Rich Girl》、聲名狼藉先生的《Mo Money Mo Problems》、Lady Gaga的《Money Honey》和巴雷特·斯特朗的《Money (That's What I Want)》。为使配乐的语言多元化，两人还汇编了1950年代和1960年代葛兰和姚莉演唱的中文歌，以及一些当代的作品，之后在YouTube上搜寻能说流利華語的歌手，邀请他们翻唱这些歌曲。原声带专辑及布莱恩·泰勒创作的配乐专辑于2018年8月10日由水塔音乐发行。

## 发行

### 剧院
影片于2018年8月15日在美国上映，原档期为8月17日。点映活动于2018年4月在洛杉矶王牌酒店剧场举行，现场观众反响热烈。其他优先点映场则在旧金山、华盛顿和纽约等地举行。首映礼2018年8月7日在洛杉矶TCL中国戏院举行，线上宣传话题#GoldOpen同时举行。片方在印刷品及广告方面的花费达721.8万美元。
国际方面，影片于2018年8月22日在新加坡上映，计划其后在欧洲部分地区上映，而其中英国的档期从原定的11月提前至9月14日。当月晚些时候，影片于9月28日在日本75家电影院上映。10月，片方宣布影片于2018年11月30日在中国上映。影片原本还计划于9月份在北欧的所有国家举行首映礼，后来瑞典和丹麦的仪式无预警取景。瑞典发行商福斯告诉《文化新闻》，他们并不清楚仪式取消的原因，表示此决定是华纳兄弟洛杉矶办公室作出的。《文化新闻》多次联络华纳兄弟洛杉矶办公室询问原因，未取得答复。
影片在新加坡观众群体中获得好评，但有部分人认为该片过度戏剧化生活在当地的富裕家庭。英国电影电视产业的编剧和制片人希望这部影片在英国上映后取得的不俗商业表现，能够使得东亚人获得更多的表现机会。而演出阵容中多位东亚血统的英国演员也使得影片格外引人注目。
然而，中国观众对影片的反应较为冷淡，没有像华纳影业预计的那样受到热捧。影片没能引起中国观众的共鸣，可能有几个原因，其中一个原因是影片所呈现的奢靡生活让刚经历经济衰退的观众觉得反感，部分媒体更指影片类似中国电影《小时代》。而影片涉及的种族和文化认同并未引起观众的关切，甚至会困扰着他们。和影片的出品国家美国不同，全亚裔阵容在中国不是新鲜事，演出阵容中除了杨紫琼和卢燕外，没有其他特别出名的中国演员。上映时间推迟约三个半月，也使得影片的许多潜在观众通过盗版途径或在海外提前观看影片。即便票房表现疲弱，片方依然重视中国剧院的发行，考虑到系列的第二部作品《中国富女友》计划在上海拍摄部分内容，可能会是与中国合拍的作品。
影片的发行也刺激了新加坡的旅游业，部分原因要归于影片展现的多个旅游景点，包括滨海湾金沙酒店及莱佛士酒店。新加坡旅游局和华纳兄弟影业合作举行首映礼，同时在制作过程也负责搜索人才及取景地。然而，在新加坡举行的2018年朝美首脑会晤据说也提振了游客数目。影片上映后，原著小说的销量也增加了约150万本。

### 家用媒体
影片于2018年11月6日上线数字平台，DVD、蓝光和超清蓝光于2018年11月20日发行。蓝光Combo Pack特别版也同步发行，收录导演朱浩伟和原著作者关凯文的评论、NG镜头及删减画面。截至2019年1月27日，即家用媒体发行约12个星期后，影片DVD及蓝光在美国共卖出782,390份，收入预计达1600万美元。

## 评价

### 票房
影片北美票房1.745亿，海外票房6400万，全球合计2.39亿，收回3000万美元的制片成本。2018年10月，影片成为10年来最卖座、史上第6卖座的浪漫喜剧片。《Deadline Hollywood》将所有费用及收益的保付代理计算在内，估算出影片净收益达1.208亿美元。
北美发行三周前，影片上映前五天票房预估1800到2000万美元（下同）。截至上映首周，预计票房达2600到3000万，其中Fandango认为预售票房会击败2017年7月首映时预售票房3120万的《嗨翻姐妹行》。影片提前点场于2018年8月8日在354家影院举行，预计票房45到50万。首日票房和次日票房分别为500万和380万。上映首周末票房2650万，五日票房合计3520万，位列票房榜首位。影片观众群体中有38%为亚裔，因而成为过去三年来亚裔贡献票房占比最多的作品（击败2017年占18.4%的《英伦对决》）。次周末收获2480万，环比下降6%，被《Deadline Hollywood》认为“难以置信”。第三个周末表现依旧不俗，票房达2200万美元，同比下降11%，稳坐票房榜冠军。最终在第四周失去宝座，输给了新上榜的《鬼修女》和《薄荷》，位列第三，后两者票房均为1310万美元。
在影片取景地新加坡，影片票房达500万。首周票房达250万美元，被认为非同寻常。大批组织和个人选择包场观看，再加上观众普遍关心好莱坞对这个城市国家的描绘，影片在新加坡的总票房非常高。
相比之下，影片在中国并未受到热捧，上映首周末仅位列票房榜第八，排片率从周六到周日骤减至一半。最初的报道认为影片首周末票房不可能突破100万，考虑到周五和周六的票房仅为81万，但后来的数字更新为120万。
在韩国，影片票房表现欠佳，首周末仅位列第六，次周下降至第14位，总票房仅为110万。

### 专业评价

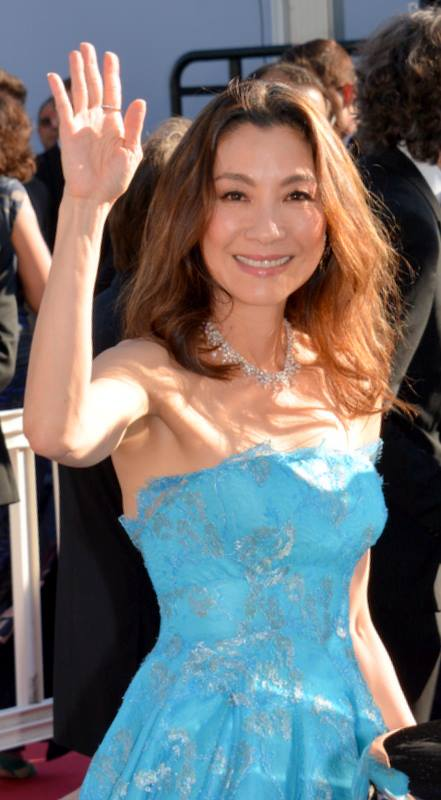
杨紫琼的表现获得普遍认可

汇总媒体烂番茄根据351条评论打出91%的新鲜度，平均得分7.65/10。网站共识写道：“《摘金奇缘》凭着惊人的演出阵容和夺目的视觉效果，为电影代表性的发展迈出了令人满意的一步的同时，从经典但仍然有效的浪漫喜剧公式中巧妙汲取灵感。”Metacritic根据50条评论，打出74/100的加权平均分，表示“普遍好评”。影院评分观众票选平均分为“A”（评级为A+到F），同时PostTrak显示电影观众给出85%的正面评分，推荐度65%。中国社交媒体网站豆瓣打出6.1。
《华尔街日报》专栏作者乔·莫根斯特恩认为影片“优美，轻快，滑稽”，尤其指出演出阵容奉上了许多高质量的表演：“任何人但凡对电影史有认知，都会对惊人的杨女士所打动，她（扮演的角色）令人非常难忘，就像她在《卧虎藏龙》中扮演的那位爱情斗士。还有91岁的卢燕，她扮演了尼克的母亲和大家庭的女家长。而我这里所说的任何人，就是指任何人。《摘金奇缘》是关于我们每个人的故事。”《华盛顿邮报》专栏作家安·霍纳迪认为影片是一部“逃避现实的浪漫喜剧佳作”，“对于那些最近感到失望，发现他们所喜欢的空洞轻狂类型片被各种各样粗俗的什么什么灰所淹没的浪漫喜剧剧迷来说，这部电影不仅仅是让他们心满意足的甜食”。她也认为影片的浪漫喜剧主题与《四個婚禮一個葬禮》类似。
《时代杂志》发表了何凯伦（Karen Ho）的超长文化评论，将影片的高端定制服饰与先前同类影片中的佼佼者《穿著Prada的惡魔》比较。她将影片的成功概括为与眼下主要喜欢看超级英雄电影的观众进行的殊死搏斗：“在好莱坞的许多人看来，《摘金奇缘》可能是一个冒险的赌注，是近25年来首部采用全亚裔演出阵容，主角为亚裔美国人的现代题材故事。上部作品《喜福会》已经是1993年了。在动作片和超级英雄电影遍及的茫茫大海中，它显然是最为赚钱的浪漫喜剧片......实际上，它似乎注定要成为热门影片。”同本杂志的斯蒂芬妮·扎查雷克认为影片“简单来说就是很有趣，是一部夹带从不乏味的极奢华生活幻想的温柔浪漫喜剧”，但在称赞影片对演员代表性的突破之余，批评吴恬敏和戈尔丁之间的化学反应和表演，以及配角的表现（尤其是杨紫琼、郑肯、尼克·桑托斯和奥卡菲娜）。
《滚石》的彼得·崔維斯打出4/5星，认为影片是“空洞的幽默片”，“热闹、令人发自内心地叫好”，也称赞影片给主流电影文化代表性创造了历史，强调了演员的表演（尤其是在他看来“有层次感”的杨紫琼的表演）。《芝加哥太阳报》的理查德·罗珀认为影片是“纯粹的逃避现实题材奇幻幽默片”，“24k纯正娱乐体验”，赞扬吴恬敏和戈尔丁的表现和化学反应，赞赏戈尔丁的表现自然，对浪漫场景的时机掐得很准。《大西洋》的大卫·辛慕斯（David Sims）称赞电影如同“一股新鲜空气”，是经典浪漫喜剧电影的“魅力回归”，同时称赞了朱浩伟的执导、“过度活跃”的剧本及吴恬敏和杨紫琼的表现。《洛杉矶时报》的贾斯汀·张认为影片值得和其他同样采用全亚裔阵容的影片进行比较，包括《艺伎回忆录》、《硫磺岛的来信》和《喜福会》。他认为杨紫琼所饰演配角的表现出众，表示“你会忍不住留意埃莉诺（杨紫琼）的每句话。杨紫琼的表演干脆利落，有权威性，有时候显得十分脆弱，但从未陷入中国女性的刻板印象，从中明确表达了亚裔父母和他们子女之间的独特关系，以及将爱、负罪感、奉献和牺牲永远串联在一起的链条”。
《纽约时报》的A·O·斯科特认为影片吸引力超越了现代人对财富所把持的社会风俗，提到了几个世纪以来都在被文学作品所探讨的炫耀性消费主题，认为这在电影中是“狡猾但吸引人的老派风格”：“《摘金奇缘》没有违背任何明显的怀旧之情，向后人和东方人投去慈爱的目光，构想出由阶级制度及规定地位定义的世界，某种程度上令人想起古典小说和电影。影片最为敏锐的爱情冲动并没有过多地着墨于尼克和瑞秋路人般的爱情故事上面，而是侧重体现在炫耀性消费及王朝权威的吸引力上面。我猜，这种处理手法应该挺现代化的吧。”《综艺》的彼得·德布鲁格（Peter Debruge）认为影片“巧妙地用主角对务实主义、脚踏实地的敏感性，中和了富可敌国的财富”，将影片的视觉风格和基调与巴茲·雷曼的《大亨小傳》及《媽媽咪呀！》的婚礼场景进行比较。《每日电讯报》罗比·科林斯打出4/5星，认为影片是“令人垂涎的奢华、脱离现实的浪漫喜剧”，“好比简·奥斯汀的小说碰上了《史密斯行动》的宣传册”，同时称赞吴恬敏、戈尔丁、杨紫琼和奥卡菲娜的表演。
《福布斯》专栏作家斯科特·门德尔森（Scott Mendelson）认为影片低于平均水平，剧情线不匀称，幽默戏份不自然，和他对2002年电影《我的大嚿婚禮》看法相类似：“我没有读过原著，但也可以看出《摘金奇缘》的主要问题应该是它过分执着于成为传统好莱坞浪漫喜剧的亚裔美国人版，变成了非常非常传统的浪漫喜剧片，结尾仍然离不开坏人、好人和一般人三类人的比喻。演员的表现很不错，带出了大量文化特色，但配角的戏份很少，要让人们普遍接受的需求阻碍了影片的戏剧性。”他的批评得到《環球郵報》凯特·泰勒的认同：“大量财富的不断积累，加上大批亚洲及欧亚演员在这同时不断扮演许多愚蠢的角色，笑声的来源变得令人不安。”《好莱坞报道者》的大卫·朗尼（David Rooney）给出中肯的评价，批评已经的节奏“不平缓”，但还是赞扬了吴恬敏及戈尔丁的表现和化学反应，强调吴恬敏的表演是影片的真正核心。《多伦多星报》黄托尼（Tony Wong）认为影片“不打破刻板印象，而是加强。影片没有留下让观众想象空间——片名就点明了内容：亚洲人有钱，粗俗，无知。”
《半島電視台》的杨丽珠分析形容這片為「中國文化的熊貓快餐」，指這片只能吸引對亞洲文化知之甚少的西方人或亞裔美國人，對中國人全無吸引力。另外他也指出中國電影愛好者在網上對這部電影進行了嚴厲批評，認為電影只展現了西方人眼中的中國文化而且加重了刻板印象，形容《瘋狂的亞洲富豪》不是對亞洲文化的頌揚，而是對亞洲文化的妖魔化。評論甚至批評了電影中的東方主義色彩，指電影中的代表中國傳統的杨爱莉被塑造成「邪惡和落後的」，而代表西方的朱瑞秋則最終勝利，刻劃了「古老而落後的東方被西方賦予新生命」的東方主義印象。

### 奖项
| 大奖                     | 颁奖日期             | 奖项                                     | 提名/获奖者                                                    | 结果       | 参考            |
| ------------------------ | -------------------- | ---------------------------------------- | -------------------------------------------------------------- | ---------- | --------------- |
| 美国电影剪辑奖           | 2019年2月1日         | 最佳喜剧或音乐片剪辑                     | 迈伦·克尔斯汀（Myron Kerstein）                                | 提名       | [ 137 ]         |
| 艺术指导工会奖           | 2019年2月2日         | 最佳当代电影布景                         | 《摘金奇缘》                                                   | 獲獎       | [ 138 ]         |
| 服装设计师工会奖         | 2019年2月19日        | 杰出当代电影                             | 玛丽·沃格特                                                    | 獲獎       | [ 139 ]         |
| 评论家选择电影奖         | 2019年1月13日        | 最佳整體演出                             | 《摘金奇缘》                                                   | 提名       | [ 140 ]         |
| 评论家选择电影奖         | 2019年1月13日        | 最佳喜劇                                 | 《摘金奇缘》                                                   | 獲獎       | [ 140 ]         |
| 评论家选择电影奖         | 2019年1月13日        | 最佳喜劇女主角                           | 吴恬敏                                                         | 提名       | [ 140 ]         |
| 评论家选择电影奖         | 2019年1月13日        | 最佳美術指導                             | 尼尔森·科茨、安德鲁·贝斯曼（Andrew Baseman）                   | 提名       | [ 140 ]         |
| 底特律影评人协会         | 2018年12月3日        | 最佳集体演出                             | 《摘金奇缘》                                                   | 提名       | [ 141 ]         |
| 金德比奖                 | 2019年2月20日        | 最佳突破演员                             | 奥卡菲娜                                                       | 提名       | [ 142 ]         |
| 金德比奖                 | 2019年2月20日        | 最佳服装设计                             | 玛丽·沃格特                                                    | 提名       | [ 142 ]         |
| 金德比奖                 | 2019年2月20日        | 最佳集体演出                             | 《摘金奇缘》                                                   | 提名       | [ 142 ]         |
| 金球獎                   | 2019年1月16日        | 最佳音樂及喜劇電影                       | 《摘金奇缘》                                                   | 提名       | [ 143 ]         |
| 金球獎                   | 2019年1月16日        | 最佳音樂及喜劇類電影女主角               | 吴恬敏                                                         | 提名       | [ 143 ]         |
| 好萊塢電影獎             | 2018年11月4日        | 最佳集体演出                             | 《摘金奇缘》                                                   | 获奖者     | [ 144 ]         |
| 人道主义奖               | 2019年2月8日         | 最佳喜剧片                               | 《摘金奇缘》                                                   | 提名       | [ 145 ]         |
| 国际电影摄影师协会公关奖 | 2019年2月22日        | 麦克斯韦·温伯格年度演艺人公关奖 – 电影类 | 《摘金奇缘》                                                   | 獲獎       | [ 146 ]         |
| 外联制片工会奖           | 2019年9月21日        | 杰出当代电影外联制片                     | 盖伊·萨希布詹（Guy Sahibjahn）                                 | 提名       | [ 147 ]         |
| 化妆发型师工会奖         | 2019年2月16日        | 最佳当代长片化妆                         | 海克·默克（Heike Merker）、伊琳娜·斯特鲁科娃（Irina Strukova） | 提名       | [ 148 ]         |
| 化妆发型师工会奖         | 2019年2月16日        | 最佳当代长片发型                         | 海克·默克（Heike Merker）、索菲亚·奈特（Sophia Knight）        | 獲獎       | [ 148 ]         |
| 國家評論協會             | 2019年1月8日         | 最佳演出阵容                             | 《摘金奇缘》                                                   | 獲獎       | [ 149 ]         |
| 人民选择奖               | 2018年11月11日       | 年度喜剧片                               | 《摘金奇缘》                                                   | 提名       | [ 150 ] [ 151 ] |
| 人民选择奖               | 2018年11月11日       | 年度喜剧电影演员                         | 奧卡菲娜                                                       | 入圍短名單 | [ 150 ] [ 151 ] |
| 人民选择奖               | 2018年11月11日       | 年度喜剧电影演员                         | 吴恬敏                                                         | 入圍短名單 | [ 150 ] [ 151 ] |
| 美国制片人工会奖         | 2019年1月91日        | 最佳院线电影                             | 《摘金奇缘》 – 妮娜·雅各布森、布拉德·辛普森和约翰·彭诺蒂       | 提名       | [ 152 ]         |
| 聖地牙哥影評人協會       | 2018年12月10日       | 最佳喜剧演员                             | 奥卡菲娜                                                       | 提名       | [ 153 ]         |
| 聖地牙哥影評人協會       | 2018年12月10日       | 最佳服装设计                             | 玛丽·沃格特                                                    | 提名       | [ 153 ]         |
| 卫星奖                   | 2019年2月17日        | 最佳喜剧片或音乐片                       | 《摘金奇缘》                                                   | 提名       | [ 154 ]         |
| 卫星奖                   | 2019年2月17日        | 最佳喜剧片或音乐片女主角                 | 吴恬敏                                                         | 提名       | [ 154 ]         |
| 美國演員工會獎           | 第25届美国演员工会奖 | 最佳电影集体演出                         | 《摘金奇缘》                                                   | 提名       | [ 155 ]         |
| ReFrame大奖              | 2019年3月6日         | 年度电影                                 | 《摘金奇缘》                                                   | 獲獎       | [ 156 ]         |
| 亚洲人大奖               | 2019年4月12日        | 杰出电影成果                             | 《摘金奇缘》剧组                                               | 獲獎       | [ 157 ]         |

## 选角争议
尽管影片因亚裔占主导的阵容在美国受到表扬，但用混血儿和非华裔演员扮演华人角色的处理方法还是受到批评。而演员们说英美式英语而非新加坡英语也被批评。另外，影片也被指直接忽略非华裔公民，未能如实反映新加坡社会的正式面貌。

### 主角
由于扮演新加坡华人尼克·扬的混血演员亨利·戈尔丁是马来西亚伊班族和英国人后代，这一选角备受争议，被批肤色种族歧视。扮演另一位新加坡华人阿拉敏塔·李的水野索诺亚是日本、阿根廷和英国三国混血，同样受到批评。韩裔美国演员鄭智麟曾参与试镜，但由于“种族上不是中国人”被拒绝。接受CBS新闻采访时，杰米认为戈尔丁的选角决定“有点扯淡。这条种族意识的界线是怎么划定的？太多漏洞了......”。这番言论受到社交媒体的讨伐，部分人指责她对亚欧混血有偏见，指出她之前在电视剧《童话镇》中扮演花木兰，使得她要在社交媒体澄清自己的言论。杰米随后道歉，获戈尔丁接受。后来她表示自己支持《摘金奇缘》及其剧组，因为他们“会有其他启用全华裔阵容的计划”。
戈尔丁最初表示批评他的声音“非常伤人”，但后来变得开放，认为“应该就此展开对话”。但水野则对批评她的声音表示“愤怒”。与戈尔丁合作的演员为他辩护，其中钱信伊认为戈尔丁“比大多数马来西亚人还要马来西亚”，奥卡菲娜打趣说如果制片人让艾玛·斯通扮演尼克才是最坏的情况，暗指斯通2015年的电影《阿罗哈》。
社会学家、《电影不平等：好莱坞演员与种族主义》（Reel Inequality: Hollywood Actors and Racism）的作者王岚芝力挺戈尔丁，推测批评声音由種族優生催生。她指出，批评者认为戈尔丁“不够亚洲”时，往往忽略了他的亚洲背景，这种情况类似于公众对同为混血儿的前美国总统贝拉克·奥巴马的认知：“全世界把奥巴马总统看成黑人，但实际上他的母亲是白人”。她认为双重标准正在“抹杀戈尔丁的亚洲血统，同时抹杀了奥巴马的白人血统”。
导演朱浩伟回应选择戈尔丁出演的决定时，坦承选角工作令他很不自在，特别是戈尔丁：
|  | 我意识到，自己只是对那些认为自身被冒犯的人感到愤怒。他们和我一样，亲历了好莱坞的洗白运动，看着这些角色被拱手让人，因为有些人认为亚洲人不应该做这部或那部戏的主演。 |

《海峡时报》的新加坡华裔记者约翰·吕（John Lui）批评演出阵容，认为一滴血规则对好莱坞而言已经足够，戈尔丁这张种族上难以分辨的面孔吸引大批观众，因而他被鼓励参演该片。吕的批评比较克制，表示“将演员分为‘亚洲’和‘不够亚洲’两类是错误的”。《独立报》的尼克·陈（Nick Chen）并不看好演出阵容，认为戈尔丁出演的决定就是洗白的行为，但影评人和观众们浑然不知。杰米·钟最初的评论被指是批评声音中的少数例子。
美国演员布蘭達·宋在《少女时尚》采访时，表示她不被允许参加影片的试镜，因为“不用多说，她的形象不够亚洲”。她对这个回应感到失望，质疑片方“否定她毕生所做的工作”。然而她的说法遭到亚裔美国人网络社区的猛烈抨击，指她2005年就在迪士尼频道电视剧《小查與寇弟的頂級生活》中扮演“纯粹的超富豪亚洲人”伦敦·蒂普顿。《福布斯》的瑞秋·张（Rachel Chang）特别指出她“自己一个人为印象深刻的新一代电视剧观众代表了全体亚裔美国人”。导演朱浩伟在Twitter回应有关评论，认为“如果这样的言论之前就有传播，那就太糟糕了”。他自称是宋的大粉丝，如果他知道的话，肯定会直接让她不用试镜就参演。后来他贴出宣传影片公开试镜的广告文章，表示这是他制片过程中最喜欢的经历。

### 新加坡族群展现
相比于清一色的华裔和东亚演员，在影片中缺席，在新加坡人口中同样占大多数的南亚裔和东南亚裔等其他族群表示遗憾。新加坡记者韩俐颖（Kirsten Han）认为影片“模糊了使新加坡这个国家的文化丰富且独一无二的马来人、印度人和欧亚族等人口”。部分批评声音指影片忽略了新加坡第二大族群马来人和第三大族群印度人，因此无法准确展现当地多种族人口。

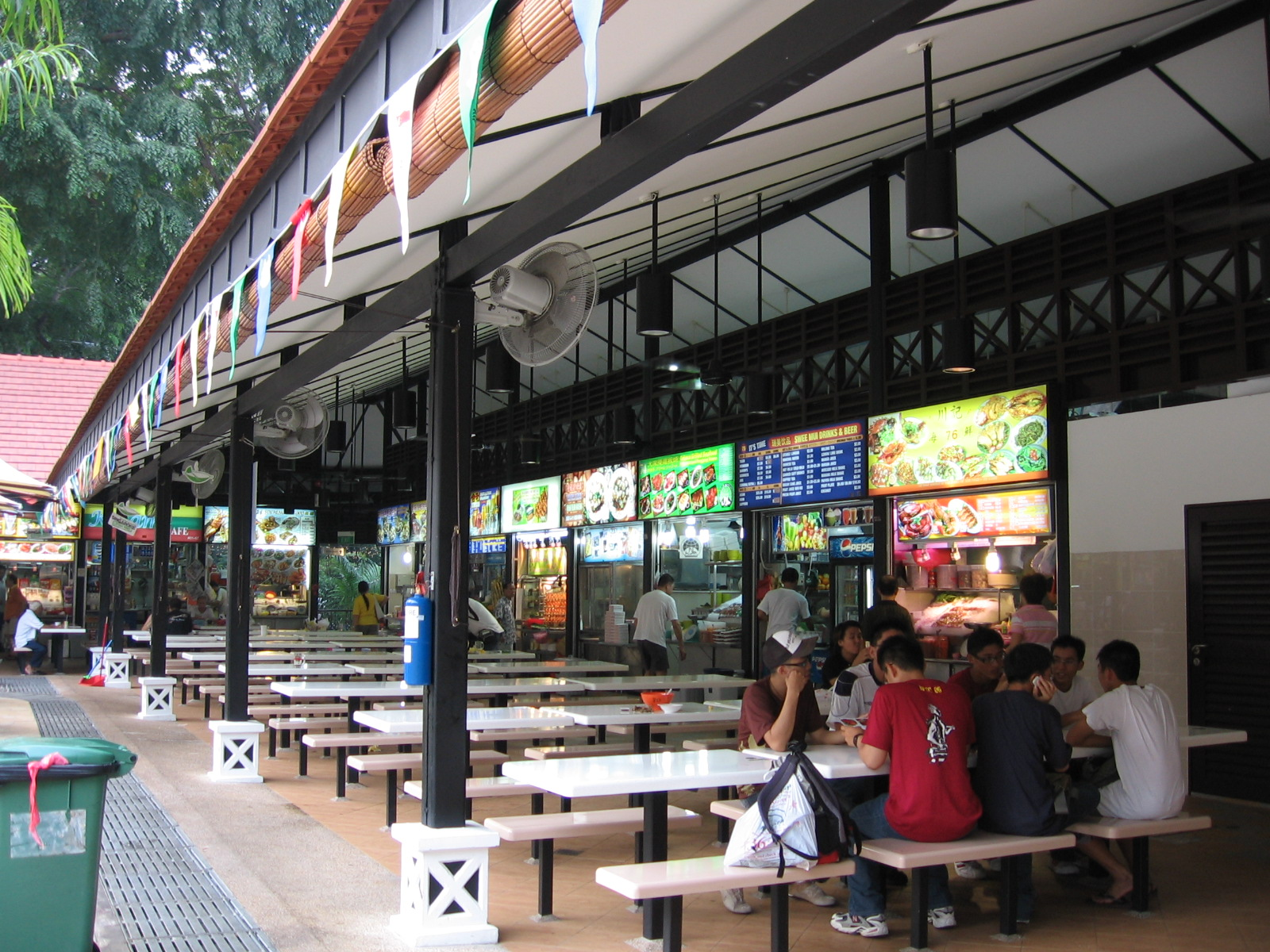
影片展示的紐頓熟食中心摊贩及其提供的食物被指缺乏文化多样性。

新加坡国立大学政治学者伊万·钟（Ian Chong）认为影片“呈现了新加坡最差的一面，抹杀少数族群，忽略穷人和边缘人，只有清一色的富裕、有特权的华人”。新加坡马来人诗人、剧作家亚菲言·萨艾认为片名应该叫《疯狂东亚富豪》（Crazy Rich EAST Asians）：“为了在代表性上取胜，是不是意味着要用白人想象物取代白人？”部分评论人也批评朱瑞秋和佩克·林被锡克卫兵吓坏的喜剧桥段，认为影片“呈现扮演可怕掠食者的棕色皮肤人，只是为了博君一笑”，“无视新加坡的种族政策”，“拙劣表演就跟《第凡內早餐》中米基·鲁尼扮演的日本摄影师住在奥黛丽·赫本上面一样恶心”。然而，有评论员认为原著小说“有意识到作品本身缺乏对少数族群的呈现，实际上也抨击了新加坡部分社交圈的封闭态度。有一位家庭成员就因为嫁给马来族被剥夺了财产”。
其他评论人则为影片的种族呈现辩护。新加坡马来裔的《椰子》专栏作者伊利亚斯·肖利亨（Ilyas Sholihyn）“很难想象剧情只关系到大多数新加坡华裔”，因为影片只聚焦于非常富裕的生活，不是为土生新加坡人制作的，而是一部“旨在最大程度上吸引东亚裔美国人的极奇幻好莱坞电影”。然而，他批评影片部分种族呈现的决定，指紐頓熟食中心的镜头没有准确展示文化多样性，而非华裔新加坡人的角色也很有限，例如卫兵和贴身男仆，有门面主义的苗头。《马来邮报》的苏雷卡·A·亚达夫（Surekha A. Yadav）辩护称，影片准确描绘新加坡华人，尤其是最富裕的那班人。而根据新加坡政策学研究所，这群人和少数族群的互动非常少，甚至有歧视性举动。对于这部电影，亚达夫特别解释说：“影片正是描绘了新加坡社会上层社会的最特权边缘。事实上，这正是一个少数族群地位非常卑微的世界。”

## 续集

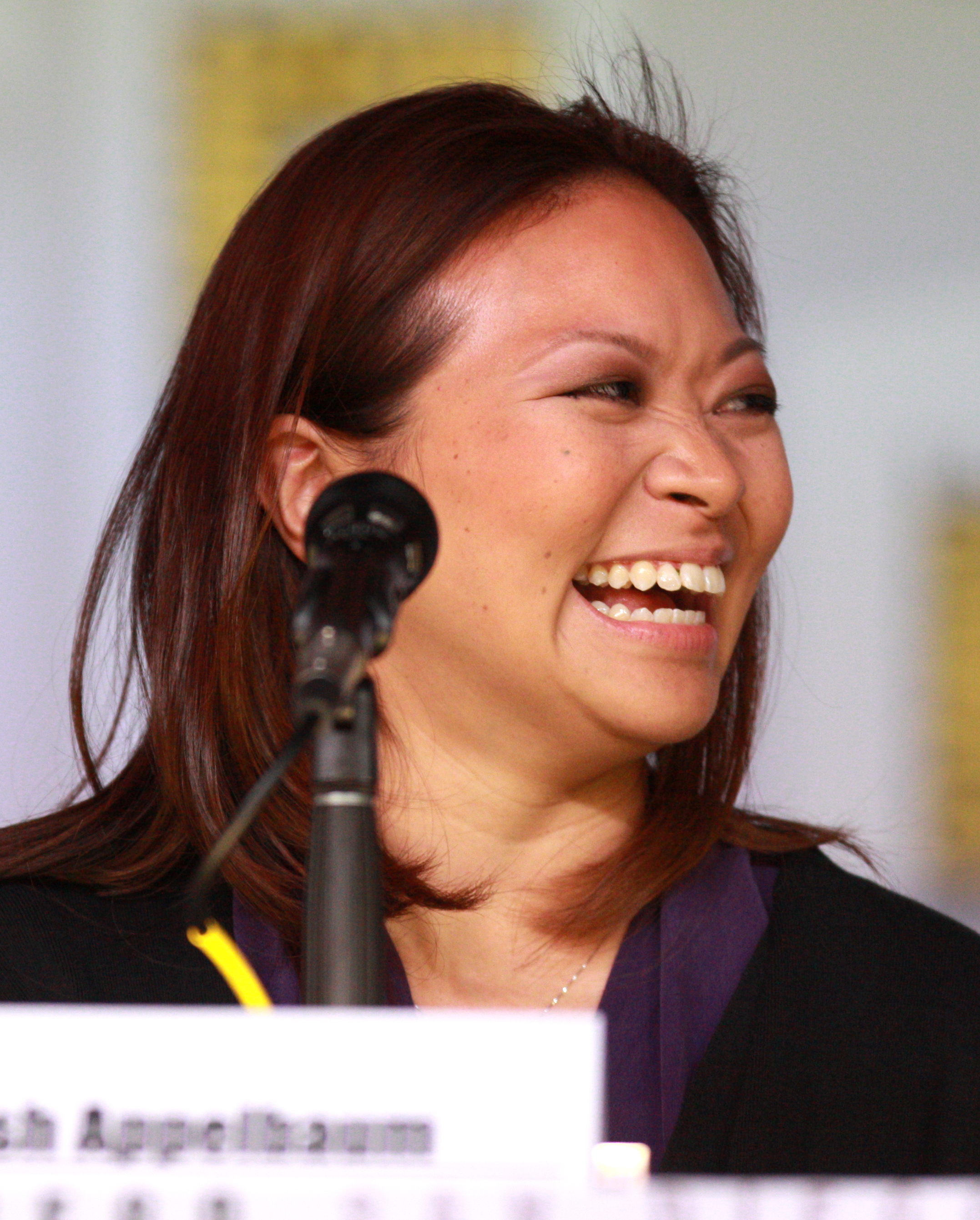
编剧林黛兒与片方产生劳资纠纷，认为对方开出的薪资是种族主义和性别歧视的表现，便决定离开两部续集的制作团队。

影片上映前夕，导演朱浩伟表示，如果首部作品大获成功，他会非常有兴致执导续集：“我们准备好讲《摘金奇缘》以外的故事了，其他没有参与本片的电影制作人和编剧正在跃跃欲试。”影片开画表现强劲后，华纳兄弟影业于2018年8月22日确认续集正在开发，基雷利和林将回归创作改编自原著续作《中国富女友》的剧本。朱浩伟和演员吴恬敏、亨利·戈尔丁及杨紫琼均在续集中获得位置，但部分关键演员要参与其他项目，直到2020年才有空档期。制片人妮娜·雅各布森（Nina Jacobson）后来确认《中国富女友》和改编自关凯文三部曲最后一部《遗产争夺战》的电影将于2020年背靠背摄制，缩减两部电影之间的等候时间。
2019年9月，《摘金奇缘》联合编剧林黛兒在与片方陷入劳资纠纷后，决定离开续集剧组。据指，林在续集中的票房为11万美元，但和她合作的基雷利片场却高达80万到100万美元。她认为，薪酬差异代表了好莱坞中性别歧视和种族歧视的大问题，这一行业把女性和有色人种看成“酱油”般的配料，或仅仅是用来向剧本增加少许文化细节的工具，而不去提供重要的编剧角色。导演朱浩伟发表声明支持林，表示自己虽然对她没有回归续集感到失望，但会在其他地方继续和她合作：“这件事情所挑起的对话远比我们自己要重要的多......也让我审视自己看待这件事时应该把持的身份。”他又指自己认同林对电影业的批评，要求人们不要批评基雷利：“他是个好人，有创造力，多年来一直是业内的专业人士。”华纳兄弟商务部随后发表澄清声明，指基雷利的电影经验比林要多得多，林的简历只说了她在参与《摘金奇缘》前参与过几部电视剧的创作，给她例外会给行业开坏头。声明又指华纳曾给林起草了另一份邀约，但她没有接受。林后来在Twitter感谢公开支持她的言论：“我想跟那些正在捍卫自己权利的人说，你们并不孤单。另外，我只喜欢朱浩伟和《摘金奇缘》剧组。”

## 外部連結
- 官方网站 （页面存档备份，存于）
- 互联网电影数据库（IMDb）上《瘋狂亞洲富豪》的资料（英文）
- 爛番茄上《瘋狂亞洲富豪》的資料（英文）
- Box Office Mojo上《瘋狂亞洲富豪》的資料（英文）
- Metacritic上《瘋狂亞洲富豪》的資料（英文）
- AllMovie上《瘋狂亞洲富豪》的资料（英文）
- 開眼電影網上《瘋狂亞洲富豪》的資料（繁體中文）
- Yahoo奇摩電影上《瘋狂亞洲富豪》的資料（繁體中文）
- 雅虎香港電影上《瘋狂亞洲富豪》的資料（繁體中文）
- 时光网上《瘋狂亞洲富豪》的資料（简体中文）
- 豆瓣电影上《瘋狂亞洲富豪》的資料 （简体中文）